# Dora Söderberg
Dora Söderberg (née le 10 novembre 1899 à Stockholm, et morte dans cette ville le 9 novembre 1990, la veille de son 91e anniversaire) est une actrice suédoise.

## Biographie
Dora Söderberg est la fille d'Hjalmar Söderberg et fut l'épouse de Rune Carlsten.
Elle fut une élève de Dramatens elevskola et joua dans plus de 80 productions du Théâtre dramatique royal.

## Filmographie partielle
- 1933 : Chère famille (Kära släkten), de Gustaf Molander
- 1964 : Aimer (Att älska), de Jörn Donner

## Galerie

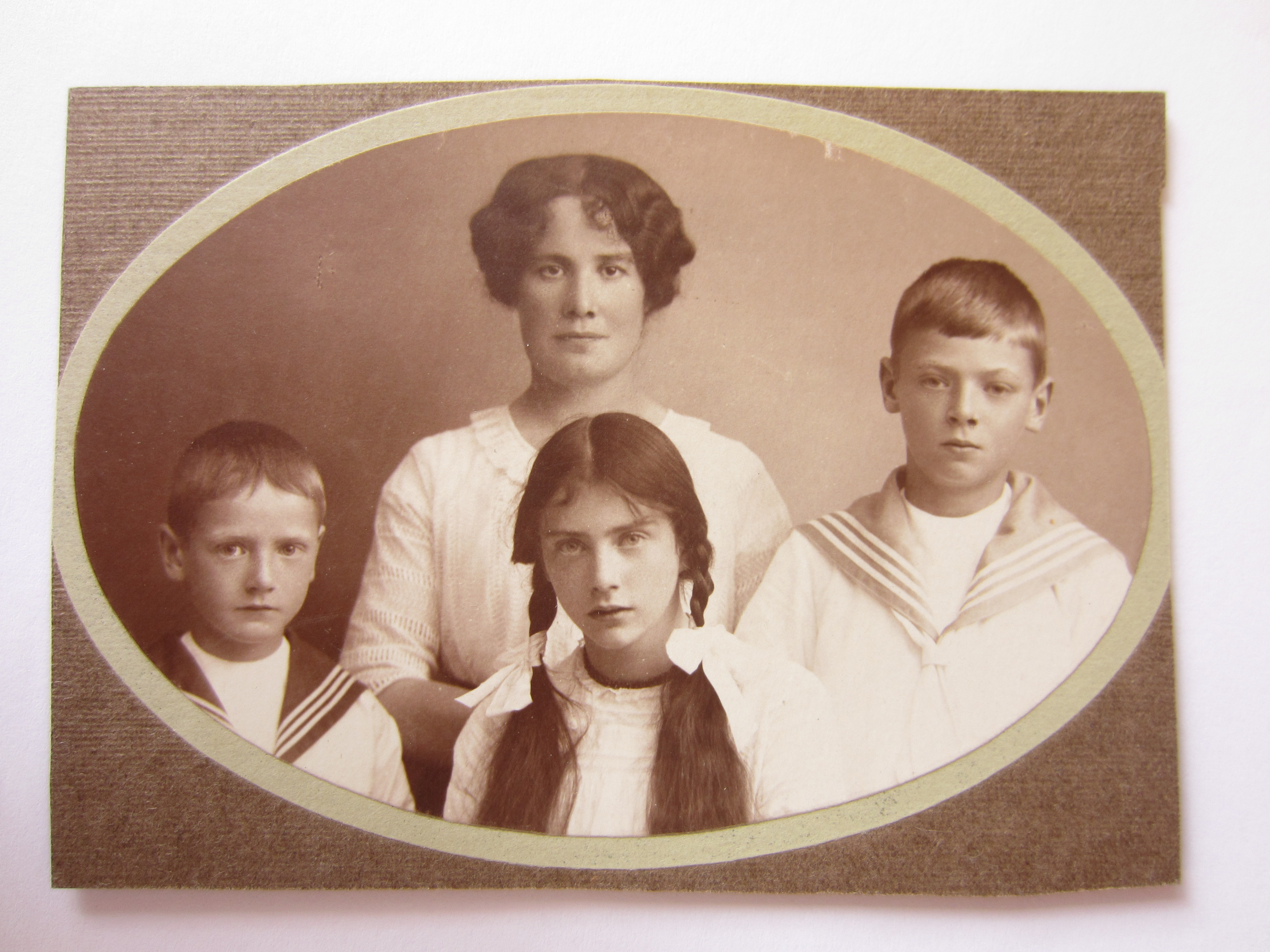
Dora Söderberg enfant avec ses frères Mikael Söderberg (sv) et Tom Söderberg (historiker) (sv) ainsi qu'Elisabeth Andersson, femme de ménage.
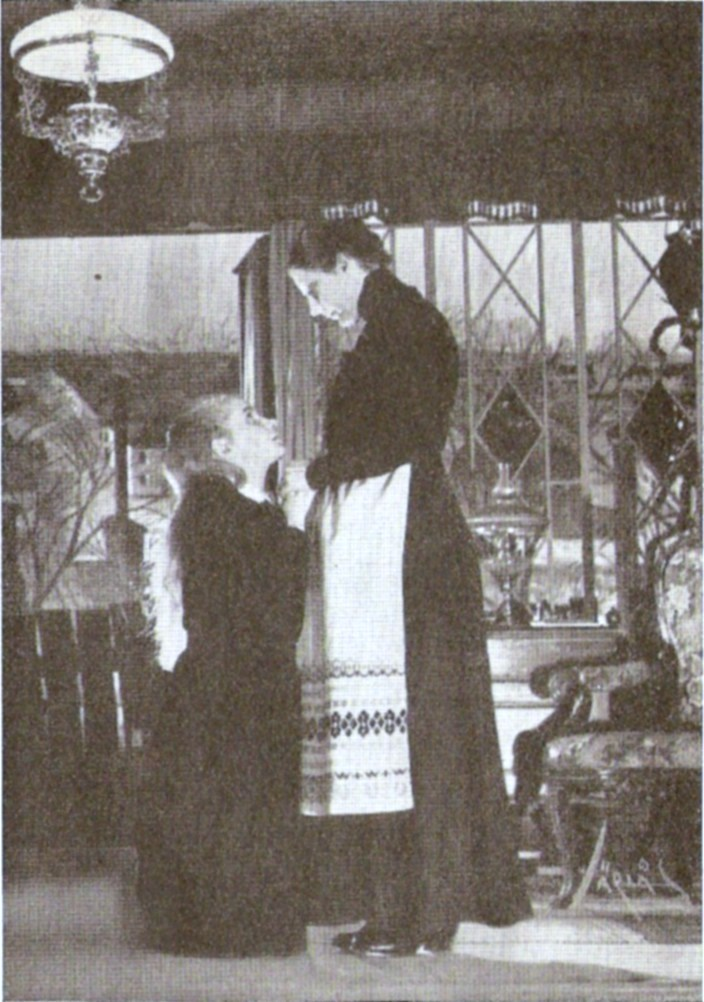
Doris Svedlund et Dora Söderberg dans Pâques d'August Strindberg sur la scène du Théâtre dramatique royal en 1946